# Maren Eggert
Maren Eggert (Hamburgo, 30 de enero de 1974) es una actriz alemana.

## Biografía
Eggert completó su formación de actriz en la Escuela Otto Falckenberg de Múnich de 1994 a 1998. Después de un compromiso como invitada en Zúrich, actuó en el teatro Bochum de 1998 a 2000 y fue miembro del conjunto en el Teatro Thalia de Hamburgo desde 2000. Maren Eggert ha sido miembro permanente del conjunto en el Deutsches Theatre de Berlín desde la temporada 2009-10.
En 1997 apareció en El farmacéutico y en 2001 como la novia del periodista interpretado por Moritz Bleibtreu en Das Experiment. Maren Eggert fue galardonada con el Premio de la Crítica Alemana junto con Matthias Brandt en 2008 por su interpretación en La mujer al final de la calle. En la película de Dominik Graf The Vow, sobre el encuentro de Clemens Brentano con la monja Anna Katharina Emmerick, interpretó a Bettina von Arnim.
La audiencia televisiva la conoce como la psicóloga policial Frieda Jung, a quien interpretó junto a Axel Milberg como Klaus Borowski de 2003 a 2010 y nuevamente en 2015 en Kieler Tatorten, producida por NDR. 
En 2002 recibió el premio Boy-Gobert, que premia las esperanzas del Teatro de Hamburgo. The Experience, una película alemana dirigida por Oliver Hirschbiegel estrenada en 2001, donde interpreta el papel principal femenino, junto a Moritz Bleibtreu, marca su primer éxito en el cine.
También prestó su voz a numerosas producciones de audiolibros, como The Taste of Apple Seeds (2008) de Katharina Hagena o Reading to you (2009), una lectura bilingüe con la escritora estadounidense Siri Hustvedt.
En diciembre de 2011, Eggert lanzó la canción navideña Lametta con la banda alemana Erdmöbel a dúo con su cantante Markus Berges.
En 2021 recibió el Oso de Plata en el 7° Festival Internacional de Cine de Berlín y el Premio del Cine Alemán por su papel protagónico en la película de Maria Schrader Ich bin dein Mensch.
Maren Eggert vive en Berlín con su esposo Peter Jordan.

## Filmografía
- 1997: Die Apothekerin
- 1997: Polizeiruf 110: Feuer!
- 1997: 2 Männer, 2 Frauen – 4 Probleme
- 2000: Die Königin. Marianne Hoppe
- 2001: El experimento de Oliver Hirschbiegel
- 2002: Donna Leon – Nobiltà (Fernsehfilm)
- 2003: Liebelei (Fernsehfilm)
- 2004: Marsella de Angela Schanelec
- 2004: Ins Leben zurück (Fernsehfilm)
- 2007: Die Frau am Ende der Straße (Fernsehfilm)
- 2007: Das Gelübde (Fernsehfilm)
- 2008: Was wenn der Tod uns scheidet?
- 2010: Orly, Episoden-Spielfilm von Angela Schanelec
- 2011: Amigo, el final de un viaje (TV movie) de Lars Becker
- 2011: Das Ende einer Maus ist der Anfang einer Katze (Fernsehfilm)
- 2013: Eltern
- 2015: Nichts passiert
- 2015: Die Klasse – Berlin ’61 (Fernsehfilm)
- 2016: Tatort: Hundstage
- 2017: Die Unsichtbaren – Wir wollen leben
- 2018: Solo für Weiss – Für immer Schweigen
- 2019: Ich war zuhause, aber…
- 2019: Giraffe
- 2019: Ottilie von Faber-Castell – Eine mutige Frau
- 2021: Ich bin dein Mensch de Maria Schrader

## Premios y reconocimientos
- Berlín 2021: Oso de plata a la mejor interpretación por Ich bin dein Mensch.[1]
- Premio del Cine Alemán 2021: mejor actriz por Ich bin dein Mensch.